# Primera División 1958/59
Die Primera División 1958/59 war die 28. Spielzeit der höchsten spanischen Fußballliga. Sie startete am 14. September 1958 und endete am 19. April 1959.

## Vor der Saison
- Als Titelverteidiger ging der sechsfache Meister Real Madrid ins Rennen. Letztjähriger Vizemeister wurde Atlético Madrid.
- Aufgestiegen aus der Segunda División sind Real Oviedo und Betis Sevilla.

## Vereine
| Verein            | Stadt         | Stadion                       |
| ----------------- | ------------- | ----------------------------- |
| CF Barcelona      | Barcelona     | Camp Nou                      |
| Español Barcelona | Barcelona     | Estadi Sarrià                 |
| Atlético Bilbao   | Bilbao        | Estadio San Mamés             |
| Real Gijón        | Gijón         | El Molinón                    |
| FC Granada        | Granada       | Estadio des Los Cármenes      |
| UD Las Palmas     | Las Palmas    | Estadio Insular               |
| Real Madrid       | Madrid        | Estadio Santiago Bernabéu     |
| Atlético Madrid   | Madrid        | Stadium Metropolitano         |
| Real Oviedo       | Oviedo        | Estadio Carlos Tartiere       |
| CA Osasuna        | Pamplona      | Estadio San Juan              |
| Real Saragossa    | Saragossa     | La Romareda                   |
| Real Sociedad     | San Sebastián | Estadio de Atotxa             |
| Betis Sevilla     | Sevilla       | Estadio Benito Villamarín     |
| FC Sevilla        | Sevilla       | Estadio Ramón Sánchez Pizjuán |
| FC Valencia       | Valencia      | Estadio Mestalla              |
| Celta Vigo        | Vigo          | Estadio Balaídos              |

## Abschlusstabelle
| Pl. | Verein              | Sp. | S  | U  | N  | Tore    | Quote | Punkte |
| --- | ------------------- | --- | -- | -- | -- | ------- | ----- | ------ |
| 1.  | CF Barcelona        | 30  | 24 | 3  | 3  | 096:260 | 3,69  | 51:90  |
| 2.  | Real Madrid (M)     | 30  | 21 | 5  | 4  | 089:290 | 3,07  | 47:13  |
| 3.  | Atlético Bilbao (P) | 30  | 17 | 2  | 11 | 072:330 | 2,18  | 36:24  |
| 4.  | FC Valencia         | 30  | 13 | 7  | 10 | 047:410 | 1,15  | 33:27  |
| 5.  | Atlético Madrid     | 30  | 13 | 6  | 11 | 058:480 | 1,21  | 32:28  |
| 6.  | Betis Sevilla (N)   | 30  | 14 | 4  | 12 | 054:530 | 1,02  | 32:28  |
| 7.  | Español Barcelona   | 30  | 11 | 7  | 12 | 042:450 | 0,93  | 29:31  |
| 8.  | CA Osasuna          | 30  | 12 | 4  | 14 | 044:590 | 0,75  | 28:32  |
| 9.  | Real Saragossa      | 30  | 12 | 4  | 14 | 047:600 | 0,78  | 28:32  |
| 10. | Real Sociedad       | 30  | 9  | 10 | 11 | 032:330 | 0,97  | 28:32  |
| 11. | Real Oviedo (N)     | 30  | 11 | 5  | 14 | 031:490 | 0,63  | 27:33  |
| 12. | FC Sevilla          | 30  | 12 | 2  | 16 | 044:580 | 0,76  | 26:34  |
| 13. | FC Granada          | 30  | 11 | 4  | 15 | 030:430 | 0,70  | 26:34  |
| 14. | UD Las Palmas       | 30  | 10 | 4  | 16 | 043:690 | 0,62  | 24:36  |
| 15. | Real Gijón          | 30  | 7  | 6  | 17 | 025:700 | 0,36  | 20:40  |
| 16. | Celta Vigo          | 30  | 4  | 5  | 21 | 021:590 | 0,36  | 13:47  |

Platzierungskriterien: 1. Punkte – 2. Direkter Vergleich  – 3. Torquotient – 4. geschossene Tore
| (M) | amtierender Meister              |
| (P) | amtierender Pokalsieger          |
| (N) | Neuaufsteiger der letzten Saison |

## Kreuztabelle
| 1958/59           | CF Barcelona | Real Madrid | Atlético Bilbao | FC Valencia |     | Betis Sevilla | Español Barcelona | CA Osasuna | Real Saragossa | Real Sociedad | Real Oviedo |     | FC Granada | UD Las Palmas | Real Gijón | Celta Vigo |
| ----------------- | ------------ | ----------- | --------------- | ----------- | --- | ------------- | ----------------- | ---------- | -------------- | ------------- | ----------- | --- | ---------- | ------------- | ---------- | ---------- |
| CF Barcelona      |              | 4:0         | 3:0             | 6:0         | 5:0 | 4:1           | 5:3               | 6:1        | 3:0            | 4:2           | 7:1         | 4:0 | 3:0        | 5:1           | 4:1        | 2:0        |
| Real Madrid       | 1:0          |             | 0:0             | 3:0         | 5:0 | 4:2           | 3:3               | 8:0        | 3:0            | 6:1           | 4:0         | 8:0 | 2:0        | 10:1          | 5:1        | 3:0        |
| Atlético Bilbao   | 1:2          | 4:1         |                 | 2:1         | 1:2 | 7:0           | 4:1               | 3:1        | 3:2            | 1:0           | 0:1         | 2:1 | 3:0        | 3:0           | 9:0        | 9:0        |
| FC Valencia       | 1:2          | 1:1         | 2:0             |             | 4:2 | 2:0           | 1:1               | 0:0        | 3:3            | 2:0           | 1:2         | 1:0 | 3:0        | 5:1           | 2:0        | 3:0        |
| Atlético Madrid   | 1:1          | 2:1         | 0:1             | 1:2         |     | 3:1           | 3:2               | 2:0        | 7:1            | 2:0           | 2:0         | 5:0 | 4:0        | 3:1           | 1:1        | 3:1        |
| Betis Sevilla     | 2:5          | 2:3         | 4:0             | 1:1         | 3:2 |               | 3:1               | 1:0        | 7:0            | 0:1           | 2:0         | 2:0 | 2:1        | 2:0           | 5:3        | 2:1        |
| Español Barcelona | 0:3          | 2:0         | 2:1             | 2:0         | 2:2 | 2:0           |                   | 2:2        | 1:1            | 2:0           | 2:0         | 1:2 | 1:0        | 1:1           | 2:0        | 2:1        |
| CA Osasuna        | 2:2          | 1:2         | 1:8             | 0:3         | 3:1 | 3:0           | 2:1               |            | 3:0            | 2:1           | 1:0         | 2:2 | 2:1        | 2:0           | 4:1        | 4:0        |
| Real Saragossa    | 2:1          | 1:2         | 2:0             | 6:1         | 2:1 | 1:2           | 1:0               | 2:1        |                | 1:0           | 2:0         | 4:2 | 1:1        | 5:0           | 2:2        | 2:0        |
| Real Sociedad     | 1:1          | 0:0         | 1:1             | 0:0         | 0:0 | 3:1           | 2:1               | 0:2        | 1:0            |               | 1:1         | 4:1 | 3:1        | 6:2           | 0:0        | 3:0        |
| Real Oviedo       | 2:4          | 0:2         | 1:2             | 1:1         | 2:1 | 0:3           | 1:0               | 1:3        | 4:1            | 1:1           |             | 1:0 | 1:0        | 2:1           | 2:0        | 1:0        |
| FC Sevilla        | 0:2          | 1:3         | 3:2             | 1:0         | 3:3 | 2:4           | 3:0               | 1:0        | 3:1            | 0:1           | 4:0         |     | 3:0        | 3:4           | 3:0        | 2:0        |
| FC Granada        | 1:4          | 0:3         | 1:0             | 1:0         | 1:0 | 0:0           | 1:1               | 1:0        | 4:1            | 1:0           | 1:1         | 1:0 |            | 4:1           | 6:0        | 2:0        |
| UD Las Palmas     | 0:2          | 1:2         | 1:0             | 2:4         | 2:2 | 2:0           | 1:2               | 5:1        | 3:1            | 0:0           | 2:1         | 3:0 | 1:0        |               | 4:0        | 3:1        |
| Real Gijón        | 2:1          | 0:0         | 0:2             | 2:1         | 3:2 | 1:1           | 1:0               | 2:1        | 0:2            | 1:0           | 0:3         | 0:4 | 0:1        | 2:0           |            | 2:2        |
| Celta Vigo        | 0:1          | 2:4         | 0:3             | 1:2         | 0:1 | 1:1           | 1:2               | 3:0        | 2:0            | 0:0           | 1:1         | 0:1 | 3:0        | 0:0           | 1:0        |            |

### Relegation
|               | Gesamt |             | Hinspiel | Rückspiel |
| ------------- | ------ | ----------- | -------- | --------- |
| FC Granada    | 6:1    | CD Sabadell | 5:0      | 1:1       |
| UD Las Palmas | 3:2    | UD Levante  | 2:1      | 1:1       |

## Nach der Saison
Internationale Wettbewerbe
- 1. – CF Barcelona – Europapokal der Landesmeister
- Titelverteidiger des Europapokals der Landesmeister – Real Madrid – Europapokal der Landesmeister

Absteiger in die Segunda División
- 15. – Real Gijón
- 16. – Celta Vigo

Aufsteiger in die Primera División
- FC Elche
- Real Valladolid

## Pichichi-Trophäe
Die Pichichi-Trophäe wird jährlich für den besten Torschützen der Spielzeit vergeben.
| Pl. | Nat.           | Spieler            | Verein          | Tore |
| --- | -------------- | ------------------ | --------------- | ---- |
| 1   | Argentinien    | Alfredo Di Stéfano | Real Madrid     | 23   |
| 2   | Ungarn 1957    | Ferenc Puskás      | Real Madrid     | 21   |
| 3   | Brasilien 1889 | Evaristo           | CF Barcelona    | 20   |
| 4   | Spanien 1945   | Justo Tejada       | CF Barcelona    | 18   |
| 5   | Brasilien 1889 | Vavá               | Atlético Madrid | 16   |

## Die Meistermannschaft des CF Barcelona
| 1.           | CF Barcelona |
| CF Barcelona | - Tor: Antoni Ramallets (28/-); Pedro Estrems (4/-) - Abwehr: Joaquim Brugué (2/-); Isidro Flotats (7/-); Enric Gensana (19/2); Sígfrid Gràcia (27/-); Rodri (22/-); Joan Segarra (30/6) - Mittelfeld: Hermes González Flóres (1/-); Ferran Olivella (26/-); Luis Suárez (26/14); Enrique Ribelles (11/1); Martín Vergés (10/2) - Sturm: Luis Coll (8/2); Zoltán Czibor (20/7); Evaristo (23/20); Sándor Kocsis (4/4); László Kubala (20/9); Eulogio Martínez (16/7); Justo Tejada (28/18); Ramón Villaverde (1/-) - Trainer: Helenio Herrera |